# The Swan
Pour les articles homonymes, voir Swan.
The Swan ou Swan est un fauteuil créé par Arne Jacobsen à la fin des années 1950. Il reste, avec le fauteuil The Egg, une pièce majeure du design danois.

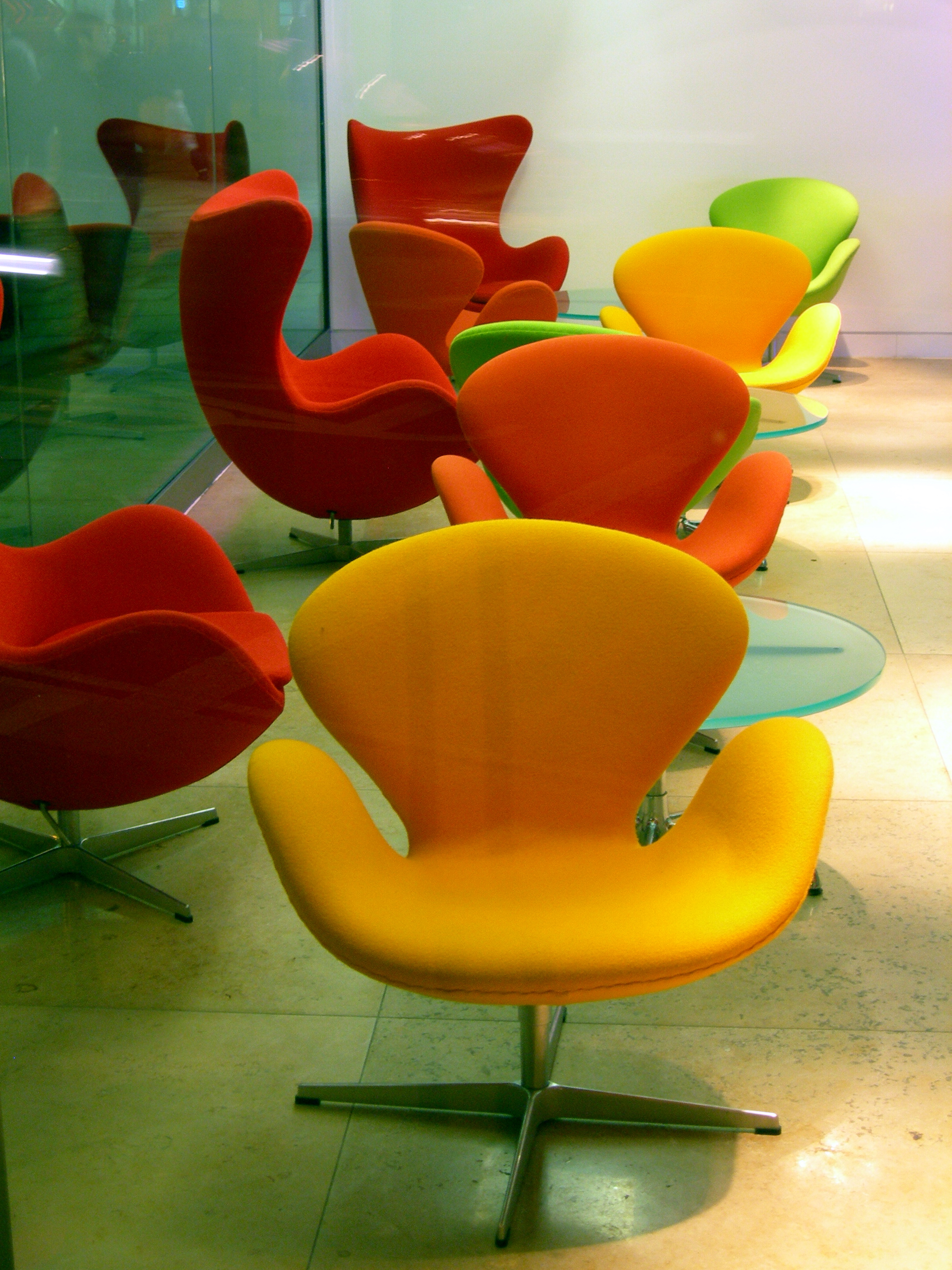
Fauteuil The Swan au premier plan et fauteuil The Egg à gauche en rouge.

## Historique
Au milieu des années 1950, la filiale SAS International Hotels (en) de la compagnie aérienne scandinave demande à Arne Jacobsen de créer un hôtel. Celui-ci exige la mainmise sur l'ensemble du projet, de la façade jusqu'aux couverts de table.
The Swan est dessiné par le designer vers 1957-1958. Ce fauteuil est alors destiné à la réception du SAS Royal Hotel de Copenhague qui ouvre à l'été 1960. Arne Jacobsen créé plusieurs chaises et fauteuils pour cet hôtel, dont la chaise Drop ou les fauteuils Little Giraffe pour le restaurant, The Pot, The Egg et The Swan ; ces deux derniers deviendront des icônes du design,.
The Swan est le résultat de la recherche d'Arne Jacobsen sur des formes légères et liquides qui nécessitent un rembourrage minimal pour un confort élevé. Sa forme vient probablement du concept de sièges en contreplaqué déjà développé par le designer, comme la chaise Ant ou la chaise Series 7. Arne Jacobsen a comparé son fauteuil avec des accoudoirs étendus aux ailes surélevées d'un cygne. Il est composé à l'origine de mousse de polystyrène sur une structure de fibre de verre.
Arne Jacobsen a non seulement utilisé le Swan pour le SAS Royal Hotel, mais également pour d'autres projets comme la Banque nationale du Danemark. Ce fauteuil est également décliné en canapé deux places, le tout étant distribués depuis le début par Fritz Hansen. Au cours des années, le fauteuil subit des modifications dans sa fabrication, comme le piétement qui évolue ou l'ajout de l'inclinaison en 1963. Il y a aussi un changement de numérotation de la part de Fritz Hansen, passant de « No. 3324 » à l'origine, à « No. 3320 » de nos jours. Une version comme fauteuil de bureau est également produite durant douze ans, à partir de 1958.